# Първа артилерийска бригада
Първа артилерийска бригада е българска артилерийска бригада, формирана през 1879 година, взела участие в Сръбско-българската (1885), Балканската (1912 – 1913), Междусъюзническата (1913) и Първата световна война (1915 – 1918).

## Формиране
Историята на бригадата започва на 10 септември 1979 година, когато когато съгласно заповед №16 по Българската земска войска от 1-ва, 5-а и 6-а артилерийска рота (батарея) се формира Първа артилерийска бригада.

## Първа световна война (1915 – 1918)
През Първата световна война (1915 – 1918) бригадата влиза в състава на 1-ва пехотна софийска дивизия. Към август 1916 г. в състава ѝ влизат 4-ти и 14-и артилерийски полкове, 1-во гаубично отделение от 1-ви гаубичен полк, 1-ви дивизионен огнестрелен парк и 1-ва армейска паркова колона.
При намесата на България във войната щаба на бригадата разполага със следния числен състав, добитък, обоз и въоръжение:
| Числен състав                       | Добитък  | Обоз                                                 | Въоръжение          |
| ----------------------------------- | -------- | ---------------------------------------------------- | ------------------- |
| Офицери: 2 Подофицери и войници: 17 | Коне: 10 | Обикновени коли: 1 Товарни коли: 2 Специални коли: 3 | Пушки и карабини: 3 |

## Командири
Званията са към датата на заемане на длъжността.
| № | звание    | име               | дати                 |
| - | --------- | ----------------- | -------------------- |
|   | Полковник | Георги Кукурешков | Балканска война      |
|   | Полковник | Димитър Кацаров   | Първа световна война |
|   | Полковник | Георги Кукурешков | Първа световна война |